# Lista över offentlig konst i Sundsvalls kommun
Lista över offentlig konst i Sundsvalls kommun är en ofullständig förteckning över utomhusplacerade skulpturer och annan offentlig konst i Sundsvalls kommun.

## Offentlig konst utomhus

### Alnön
| Titel  | Konstnär(er) | Årtal | Beskrivning | Typ - material | Plats Koordinater                                                              | Bild |
| ------ | ------------ | ----- | ----------- | -------------- | ------------------------------------------------------------------------------ | ---- |
| Draken | Sixten Hage  | 1971  |             |                | Gamla Alnö barnavårdhem (ursprungsplats) Sundsvalls Sjukhus koordinater saknas |      |

### Ankarsvik
| Titel            | Konstnär(er)  | Årtal | Beskrivning | Typ - material              | Plats Koordinater                    | Bild |
| ---------------- | ------------- | ----- | ----------- | --------------------------- | ------------------------------------ | ---- |
| Ett, två, tre... | Åke Lagerborg | 1971  |             | fasadverk - betong och stål | Skravsättsvägen 7 62.38874, 17.41749 |      |

### Indal
| Titel      | Konstnär(er)      | Årtal | Beskrivning | Typ - material        | Plats Koordinater                                          | Bild |
| ---------- | ----------------- | ----- | ----------- | --------------------- | ---------------------------------------------------------- | ---- |
| Solur      | Lennart Andersson | 1997  |             | skulptur - brons      | Äldreboendet Solgården, Solgårdsvägen 7 62.5775, 17.09472  |      |
| Vindflöjel | Lennart Andersson | 1997  |             | skulptur - trä        | Äldreboendet Solgården, Solgårdsvägen 7 62.5775, 17.09472  |      |
| Fågelbad   | Lennart Andersson | 1997  |             | skulpturer - gjutjärn | Äldreboendet Solgården, Solgårdsvägen 7 62.57731, 17.09451 |      |

### Johannedal
| Titel   | Konstnär(er) | Årtal | Beskrivning                                | Typ - material          | Plats Koordinater                     | Bild |
| ------- | ------------ | ----- | ------------------------------------------ | ----------------------- | ------------------------------------- | ---- |
| Bubblan | Monika Gora  | 2009  | lekskulptur med belysning inifrån nattetid | lekskulptur - hårdplast | Ljustadalens skola koordinater saknas |      |

### Kovland
| Titel                | Konstnär(er) | Årtal | Beskrivning | Typ - material              | Plats Koordinater                              | Bild |
| -------------------- | ------------ | ----- | ----------- | --------------------------- | ---------------------------------------------- | ---- |
| Solum Margaritidiera | Dina Hviid   | 1997  |             | lekskulptur - granit, brons | Vallens skola, Ånäsvägen 18 62.46801, 17.14541 |      |

### Kvissleby
| Titel                | Konstnär(er)         | Årtal | Beskrivning                                                    | Typ - material                 | Plats Koordinater                             | Bild                 |
| -------------------- | -------------------- | ----- | -------------------------------------------------------------- | ------------------------------ | --------------------------------------------- | -------------------- |
| Icarus               | Max Magnus Norman    | 2009  | Grön drake i hårdplast fastkedjad vid entrén till ICA Kvantum. | skulptur - hårdplast           | ICA Kvantum, Affärsgatan 6 62.29833, 17.37833 | Icarus               |
| Mykes                | Mette Wihlborg       | 2005  |                                                                | skulpturgrupp - sten           | Nivrenaskolan, Skolgatan 5 62.29583, 17.38083 | Mykes                |
| Porten               | Björn Erling Evensen | 1972  | Två guldbelagda portar den ena vinkelrätt inom den andra       | skulptur                       | Affärsgatan 1 62.29611, 17.37861              | Porten               |
| Stolsdans            | Birgitta Muhr        | 2005  | Fyra färgglada stålstolar som är vridna i dansrörelser         | skulpturgrupp - rostfritt stål | Nivrenaskolan, Skolgatan 5 62.29583, 17.38056 | Stolsdans            |
| Flottningsmonumentet | Lena Backman         | 2007  | Två stora båtshakar med informationsskylt mellan               | trä, järn                      | Affärsgatan 13 62.30068, 17.37723             | Flottningsmonumentet |
| Hopp                 | Lisa Gerdin          | 2013  |                                                                |                                | Njurundahallen koordinater saknas             |                      |

### Matfors
| Titel       | Konstnär(er)   | Årtal | Beskrivning | Typ - material                        | Plats Koordinater                | Bild |
| ----------- | -------------- | ----- | ----------- | ------------------------------------- | -------------------------------- | ---- |
| Forsen      | Mette Wihlborg | 1997  |             | fontänskulptur - natursten och cement | Röhmans torg 62.34639, 17.01944  |      |
| Okänd titel | Björn Gimstedt | 2014  |             |                                       | Matfors skola koordinater saknas |      |

### Svartvik
| Titel            | Konstnär(er)    | Årtal | Beskrivning                                                                                       | Typ - material   | Plats Koordinater                                      | Bild                                                   |  |
| ---------------- | --------------- | ----- | ------------------------------------------------------------------------------------------------- | ---------------- | ------------------------------------------------------ | ------------------------------------------------------ |  |
| Lejon i landskap | Camilla Bergman | 2023  |                                                                                                   |                  | Engelska parken, Svartviks herrgård koordinater saknas |                                                        |  |
| Skata            | Björn Gimstedt  | 2024  |                                                                                                   |                  | Engelska parken, Svartviks herrgård koordinater saknas |                                                        |  |
| Lekande pojke    | Marcus Lövblad  | 1955  | Har tidigare varit placerat i Tingsta. Ställs ut igen i Engelska parken, Svartviks herrgård 2025. | skulptur - brons | Svartvik                                               | Engelska parken, Svartviks herrgård koordinater saknas |  |

### Sundsbruk
| Titel            | Konstnär(er)       | Årtal | Beskrivning | Typ - material        | Plats Koordinater                                      | Bild             |
| ---------------- | ------------------ | ----- | ----------- | --------------------- | ------------------------------------------------------ | ---------------- |
| Fale Bure        | Lars Widenfalk     | 2013  |             | bohusgranit           | Vid Sköns kyrka 62.44806, 17.35139                     | Fler bilder      |
| Heffaklumparna   | Karl Göte Bejemark | 1971  |             | skulpturgrupp - brons | Johannedalsvägen 18-20 62.45694, 17.35333              | Fler bilder      |
| Eterns budbärare | Hilding Eklund     | 1988  |             |                       | TeliaSonera, Antennvägen 2 (Birsta) 62.44111, 17.34139 | Eterns budbärare |

### Sundsvall
- Se Lista över offentlig konst i Sundsvall

### Stöde/Fanbyn
| Titel                      | Konstnär(er)    | Årtal | Beskrivning | Typ - material | Plats Koordinater | Bild      |
| -------------------------- | --------------- | ----- | ----------- | -------------- | --- | --------- |
| Isak Huberg ("Stöde-Isak") | Okänd           |       |             |                | Intill vägen genom Stöde 62.41944, 16.59333                                                                                  |           |
| Flottaren                  | Per Nilsson-Öst | 1982  |             | brons          | Flottarmonument i Ljungan på en gammal bropelare intill nuvarande bron mellan tätorterna Stöde och Fanbyn 62.41417, 16.57972 | Flottaren |

### Vi
| Titel         | Konstnär(er)   | Årtal   | Beskrivning | Typ - material   | Plats Koordinater                  | Bild |
| ------------- | -------------- | ------- | ----------- | ---------------- | ---------------------------------- | ---- |
| Sågverksminne | Aston Forsberg | 1978-83 |             | skulptur - brons | Raholmsvägen 17 62.41353, 17.41522 |      |

### Övriga orter
| Titel       | Konstnär(er) | Årtal | Beskrivning                                                         | Typ - material | Stadsdel/ort      | Plats Koordinater                | Bild |
| ----------- | ------------ | ----- | ------------------------------------------------------------------- | -------------- | ----------------- | -------------------------------- | ---- |
| Okänd titel | Okänd        |       | Entrégrind i järn smyckad med siluetter av tallar och dansande par. | järn           | Ovansjö och Gomaj | Ovansjöparken 62.23875, 17.39325 |      |

## Offentlig konst inomhus
Konstverk som finns inomhus i offentliga lokaler/utrymmen.

### Indal
| Titel                    | Konstnär(er)     | Årtal | Beskrivning | Typ - material | Plats Koordinater                        | Bild                                                             |
| ------------------------ | ---------------- | ----- | ----------- | -------------- | ---------------------------------------- | ---------------------------------------------------------------- |
| I ljuset stiger jag fram | Gunnel Oldenmark | 1993  |             | blandteknik    | Stige skola (inomhus) koordinater saknas | Det är troligen inte ok att ladda upp en bild av detta konstverk |

### Matfors
| Titel                     | Konstnär(er)     | Årtal | Beskrivning    | Typ - material        | Plats Koordinater                                 | Bild                                                             |
| ------------------------- | ---------------- | ----- | -------------- | --------------------- | ------------------------------------------------- | ---------------------------------------------------------------- |
| Fascination i tid och rum | Gunnel Oldenmark | 1990  | Bildväv.       |                       | Tuna församlingsgård (inomhus) koordinater saknas | Det är troligen inte ok att ladda upp en bild av detta konstverk |
| Okänd titel               | Ernst Billgren   | 1998  | Tre mosaikverk | Mosaik                | Matfors skola (inomhus) koordinater saknas        | Det är troligen inte ok att ladda upp en bild av detta konstverk |
| Okänd titel               | Hans-Eric Öberg  | 1971  |                | Målad trärelief - trä | Matfors badhus (inomhus) koordinater saknas       | Det är troligen inte ok att ladda upp en bild av detta konstverk |

### Sundsvall
- Se Lista över offentlig konst i Sundsvall

### Vi
| Titel       | Konstnär(er)                   | Årtal | Beskrivning                        | Typ - material    | Plats Koordinater                          | Bild                                                             |
| ----------- | ------------------------------ | ----- | ---------------------------------- | ----------------- | ------------------------------------------ | ---------------------------------------------------------------- |
| Okänd titel | Helena Byström Åsa Lipka Falck | 1999  | rörliga/flyttande bildprojektioner |                   | Vibackeskolan (inomhus) koordinater saknas | Det är troligen inte ok att ladda upp en bild av detta konstverk |
| Okänd titel | Tomas Karlsson                 | 1999  | gipsskulpturer                     | skulpturer - gips | Vibackeskolan (inomhus) koordinater saknas | Det är troligen inte ok att ladda upp en bild av detta konstverk |

## Tidigare utplacerade konstverk
Nedan följer en lista på konstverk som tidigare varit utplacerade men nu är i förvar, förstörda eller försvunna.
| Titel         | Konstnär(er)   | Årtal | Beskrivning | Typ - material   | Stadsdel/ort | Tidigare plats Koordinater                       | Bild |
| ------------- | -------------- | ----- | ----------- | ---------------- | ------------ | ------------------------------------------------ | ---- |
| Lekande pojke | Marcus Lövblad | 1955  |             | skulptur - brons | Kvissleby    | Tingstagården, Tingstavägen 3 62.29028, 17.37361 |      |